# Rursee-Schifffahrt
Die Rursee-Schifffahrt KG ist eine deutsche Reederei, die vier Fahrgastschiffe auf dem südlich von Aachen in der Eifel gelegenen und durch die Rurtalsperre entstandenen Rursee und dem Obersee betreibt. 2017 wurden circa 250.000 Passagiere befördert.

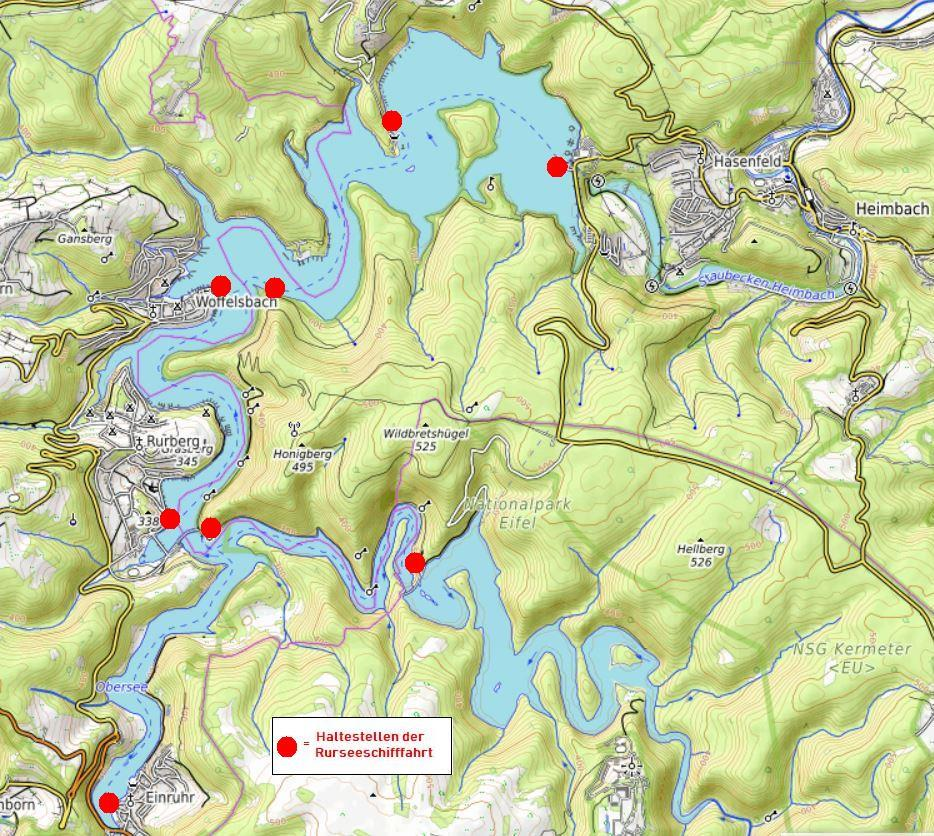
Rursee (Haupt- und Obersee) in der Eifel, rechts unten der Urftsee

## Geschichte
Die vormalige Rursee-Schifffahrt GmbH (Heimbach-Schwammenauel) wurde 1999 von Waltraud Heuken übernommen. Durch Umwandlung im Wege des Formwechsels nach Maßgabe des Beschlusses der Gesellschafterversammlung vom 15. Oktober 2009 ging aus ihr am 2. Dezember 2009 die Rursee-Schifffahrt KG hervor.

## Schiffe auf dem Obersee
Der Obersee dient als Trinkwasser-Reservoir unter anderem für die Städteregion Aachen und Teile des Kreises Heinsberg. Der Betreiber der Talsperren, der Wasserverband Eifel-Rur, bzw. die Bezirksregierung Köln, haben für die Nutzung der Gewässer Nutzungsbedingungen erlassen. Die Nutzung des Obersees ist für Wassersportler aufgrund der Verwendung als Trinkwassergewinnungsraum nicht erlaubt. Die Reederei betreibt auf dem Obersee ausschließlich Fahrgastschiffe mit Elektroantrieb. Dazu gehören die St.Nikolaus und der Katamaran Seensucht der Reederei. Die früher dort verkehrende Eifel (Blei-Akkus) wurde verkauft und im Januar 2021 an den Neckar verlegt.
Die verbliebenen Schiffe verkehren nach Fahrplan von März bis Oktober zwischen den Anlegern:
- Einruhr
- Rurberg
- Urftstaumauer

Der technische Betriebssitz auf dem Obersee bzw. Einsatz- bzw. Endhaltestelle des Personals und der Schiffe ist Einruhr. Hier werden auch kleinere Revisions- und Wartungsarbeiten an den Schiffen ausgeführt.
| Schiffsname  | ENI- Nummer | Baujahr | Bauwerft / Ort             | Länge / Breite / Tiefgang | Hauptantriebsleistung | Fahrgäste max. | Bild | Bemerkung                                                           |
| ------------ | ----------- | ------- | -------------------------- | ------------------------- | --------------------- | -------------- | ---- | ------------------------------------------------------------------- |
| St. Nikolaus | 04813140    | 2018    | Lux-Werft, Mondorf         | 30,00 m / 7,20 m / 0,60 m | 1 × 50 kW (68 PS)     | 250            |      | Elektroantrieb, barrierefrei, rollstuhlgerechte Behindertentoilette |
| Seensucht    | 04811990    | 2014    | Stahlbau Müller, Kempenich | 25,00 m / 7,45 m / 1,00 m | 2 × 25 kW (2 × 34 PS) | 250            |      | Elektroantrieb, barrierefrei, rollstuhlgerechte Behindertentoilette |

## Schiffe auf dem Rursee
Auf dem großen Rursee (Hauptsee) sind zwei Fahrgastschiffe mit konventionellem Dieselantrieb, die Stella Maris und die Aachen, im Einsatz. Sie verkehren nach Fahrplan von März bis Oktober zwischen den Anlegern:
- Schwammenauel (techn. Betriebssitz bzw. Einsatz- und Endhaltestelle)
- Eschauel
- Kermeterufer
- Woffelsbach
- Rurberg

in beiden Fahrtrichtungen
Der technische Betriebssitz auf dem Hauptsee bzw. Einsatz- bzw. Endhaltestelle des Personals und der Schiffe ist Schwammenauel. Hier, als auch an der Slipanlage am Eiserbachdamm, werden auch kleinere Revisions- und Wartungsarbeiten an den Schiffen ausgeführt.
| Schiffsname  | ENI- Nummer | Baujahr | Bauwerft / Ort                   | Länge / Breite / Tiefgang | Hauptantriebsleistung        | Fahrgäste max. | Bild | Bemerkung |
| ------------ | ----------- | ------- | -------------------------------- | ------------------------- | ---------------------------- | -------------- | ---- | --------- |
| Stella Maris | 04304950    | 1979    | Schiffswerft Schmidt, Oberwinter | 37,65 m / 7,10 m / 0,98 m | 2 × 178 kW = 356 kW (484 PS) | 490            |      |           |
| Aachen       | 04305200    | 1975    | Schiffswerft Schmidt, Oberwinter | 37,45 m / 6,48 m / 0,82 m | 2 × 110 kW = 220 kW (299 PS) | 472            |      |           |

## Fahrtenangebote
Neben den Linienfahrten werden die Schiffe ganzjährig im Rahmen des Gelegenheitsverkehres auch zu Sonderfahrten angeboten.

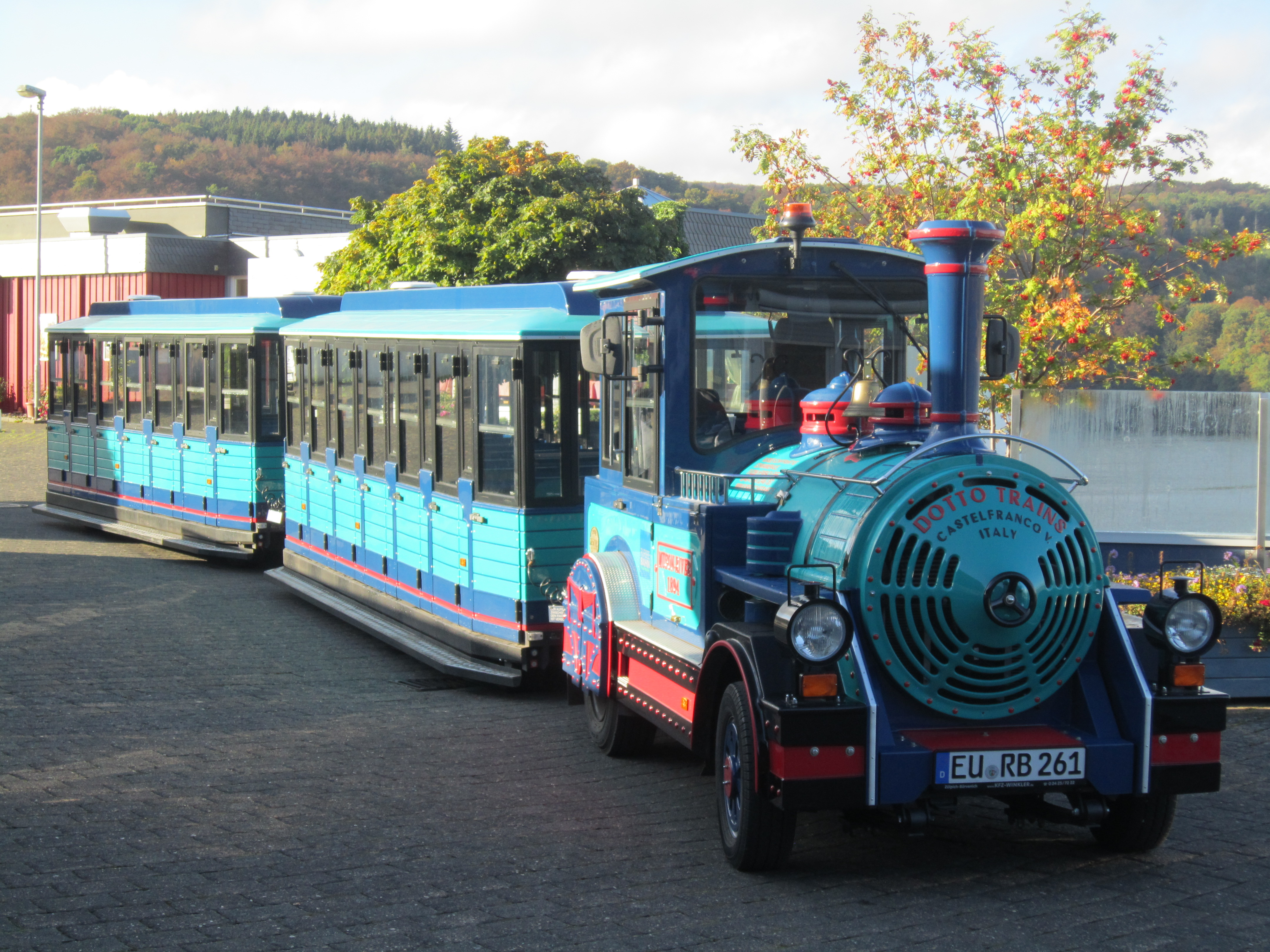
Wegebahn der Rursee-Schifffahrt KG

## Rurseebahn
Das Unternehmen betreibt weiterhin eine Wegebahn, die Rursee-Bahn. Während einer einstündigen Rundfahrt zwischen Heimbach und Schwammenauel wird Wissenswertes über die Umgebung vermittelt. Die technische Betriebsstätte sowie der Einsatzort des Personals und des Fahrzeuges ist an der Staumauer Schwammenauel. Die Bahn verkehrt nach Fahrplan zwischen den Haltestellen:
- Schwammenauel Schiffsanleger
- Hasenfeld Bushaltestelle
- Bahnhof Heimbach
- Heimbach Rurufer
- Nationalpark/Herbstbachtal
- Kraftwerk Heimbach
- Feriendorf Ressort Eifeler Tor
- Schwammenauel Schiffsanleger

Technische Daten
- Hersteller: Dotto Trains, Italien[12]
- Motorisierung: Turbodiesel, 4 Zylinder, 2998 cm³
- Leistung: 125 kW (170 PS)
- Fahrgäste: ca. 56 Personen
- Indienststellung: 2015